# 邓声明
邓声明（1957年—），男，江西上饶人，中华人民共和国政治人物，曾任中共中央组织部秘书长、新闻发言人、副部长，现任第十三届全国政协委员。